# SŽD-Baureihe С (1929)
Die Baureihe С (S) ist eine Reihe von Elektrozügen, die ab 1929 bei den Eisenbahnen der UdSSR gebaut und betrieben wurden. Ihr bevorzugtes Einsatzgebiet war der Vorortverkehr in Ballungsgebieten der UdSSR. Die Fahrzeuge wurden über den langen Zeitraum bis 1958 gebaut und standen bis zum Ende der 1980er Jahre bei den Eisenbahnen der Sowjetunion im Einsatz. Die Bezeichnung der Fahrzeuge bedeutet, dass sie für den Einsatz bei der Sewernaja schelesnaja doroga vorgesehen waren.

## Erste Serie (für Fahrdraht-Spannung 1500 V Gleichstrom)
In der Mitte der 1920er Jahre stand bei einigen Linien des Vorortverkehrs der UdSSR die Frage der Elektrifizierung sowie des Überganges auf die Motorwagentraktion. Im Einzelnen betraf dies die Relationen Moskau – Mytischtschi, Moskau – Oscherelje, Moskau – Puschkino und Mytischtschi – Schtscholkowo. Für die Elektrifizierung wurde das Oberleitungssystem mit der Spannung 1,5 kV Gleichstrom gewählt. Die Wahl dieses Systems wurde durch folgende Umstände diktiert:
- für die Ausführung der Fahrzeuge mit Gleichstrom brauchten diese keinen Transformator mitführen, dadurch verringerte sich die Elektroausrüstung und das Gewicht der Fahrzeuge. Außerdem waren für das System des Betriebes der Vorortbahnen mit dem oftmaligen Anhalten und Anfahren die Fahrmotoren mit Gleichstrom tauglicher als solche mit Wechselstrom.
- im Vergleich mit Spannungen 600 V – 800 V, wie es z. B. bei der Elektrifizierung der S-Bahn Berlin angewandt wurde, war dieses System für die Oberleitung zweckmäßiger.
- z. Zt. der Einführung der elektrifizierten Netze gab es noch keine zuverlässigen Elektroausrüstungen für Fahrzeuge mit 3 kV Gleichstrom.

1929 wurden die Arbeiten über die Elektrifizierung des Abschnittes Moskau – Mytischtschi der Sewernaja schelesnaja doroga beendet. Am 3. August 1929 wurde auf ihm der Probebetrieb mit Elektrozügen eröffnet. 1930 wurden die Abschnitte Mytischtschi – Bolschewo, Mytischtschi – Puschkino, Bolschewo – Schtscholkowo und Puschkino – Prawda eröffnet.
Die Einführung der Motorwagentraktion war wirtschaftlich durch die Verringerung der Zahl der benötigten Dampfloks und Waggons für die benötigten Personenzuglinien und die Beschleunigung der Bewegungen. So dauerte eine Fahrt von Moskau nach Obiralowka 32 Minuten anstatt einer Stunde bei der Beförderung mit Dampftraktion.
Ursprünglich bestanden die Elektrozüge aus bis zu zwei drei Wagen. Mit dem Wachsen des Fahrgastaufkommens wurden sie auf bis zu drei Sektionen erweitert, das heißt insgesamt neun Wagen. Ein Teil der Wagen wurde auf Zwischenstationen abgekuppelt, um den Personentransport so ökonomisch wie möglich zu gestalten.
Von 1933 bis 1945 wurde die Motorwagen-Bedienung auf zahlreichen Vorortstrecken angewendet. Dies betraf besonders die Linien Leningrad – Oranienbaum (der Abschnitt Leningrad – Ligowo zum 6. September 1933, der Abschnitt Ligowo – Peterhof zum 6. September 1933, der Abschnitt Peterhof – Oranienbaum zum 25. Dezember 1933), die Linie Leningrad – Gattschina (der Abschnitt Ligowo – Krasnoselskoje – Gattschina kam zu dem bestehenden Abschnitt im August 1938 dazu), die Linie Moskau – Podolsk im Jahr 1939, die Linie Moskau – Nachabino im Jahr 1945, die Linie Mineralnyje Wody – Kislowodsk im Jahr 1936, die Linie Reytowo – Balaschicha im Jahr 1934, die Linie Moskau – Ramenskoje (bis Ljuberec 1933, bis Bykowo 1934, bis Ramenskoje 1935), die Linie Moskau – Kunzewo im Jahr 1943 und viele andere.

### CB

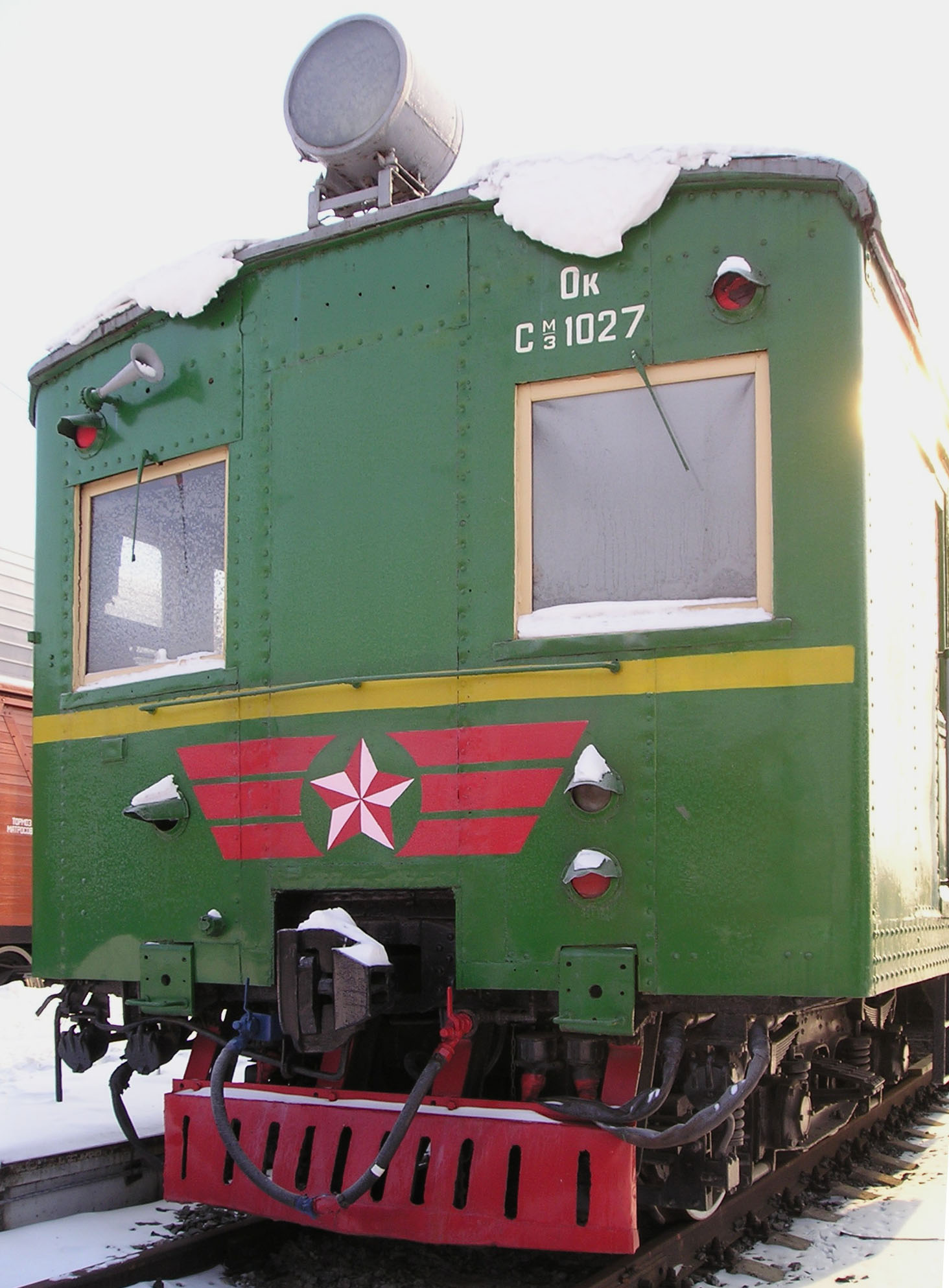
Foto eines erhaltenen Triebwagens der Reihe C^{M}_{3}, umgebaut aus einem Triebwagen der Reihe C_{B}

1929 entstanden neun Sektionen, bestehend aus je drei Wagen. Der mechanische Teil der Fahrzeuge wurde in der Waggonfabrik Mytischtschi hergestellt, die Traktionselektrofahrmotoren lieferten die Moskauer Elektromaschinenfabrik Dynamo und die elektrische Ausrüstung wurde von der Firma Metropolitan-Vickers geliefert. Die Waggons erhielten ursprünglich die Bezeichnung ЭМ (EM, von Elektromotornyj) oder kurz Э (E, von Elektrowaggon). Von 1936 wurde die Bezeichnung in CB (SW) umgeändert, das bedeutete, dass die Fahrzeuge auf der Sewernaja schelesnaja doroga betrieben wurden und die elektrische Ausrüstung von der Firma Metropolitan-Vickers stammt.

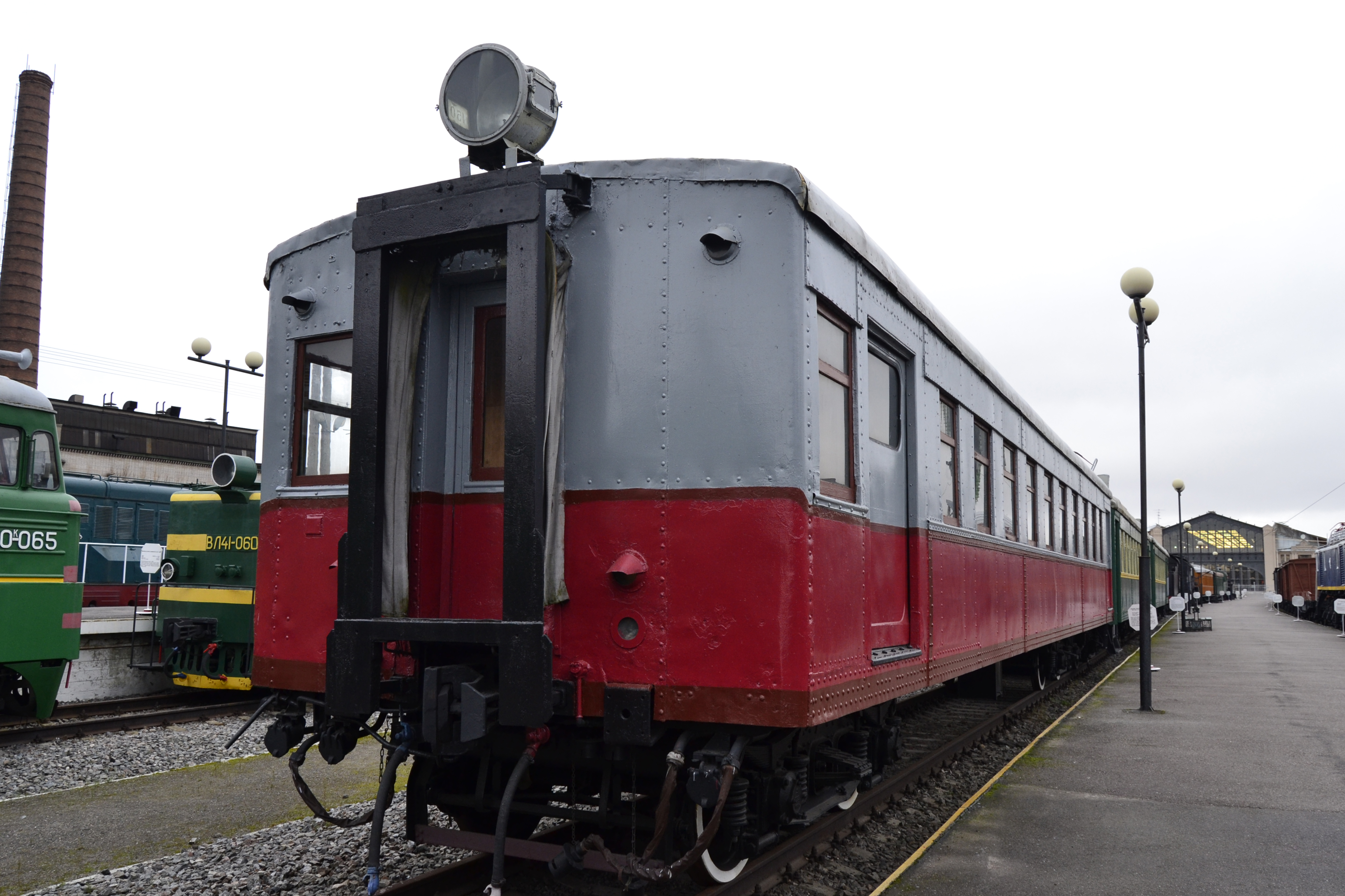
Foto eines erhaltenen Beiwagens der Reihe C^{M}_{3}, umgebaut aus einem Triebwagen der Reihe C_{B}

Jede Sektion bestand aus dem Motorwagen und zwei Beiwagen, von diesen hatte einer ein Gepäckabteil. Der Motorwagen besaß vier Fahrmotoren von dem Typ ДП-150 (DP-150), die in dem Moskauer Elektromaschinenfabrik Dynamo produziert wurden. Die Fahrmotoren besaßen folgende Parameter:
- Leistung (stündlich/dauerhaft) 150/110 kW
- die Geschwindigkeit im stündlichen/Dauer Regime konnte 45/85 km/h erreichen
- die Drehzahl der Ankerwelle konnte zwischen 860 und 970/min erreichen,
- das Übersetzungsverhältnis des Radgetriebes betrug 70:19.

Zwei Fahrmotoren (verbunden in den Drehgestellen in Reihe) waren paarweise verbunden und konnten sowohl in Reihe bzw. parallel geschaltet werden. Auf dem Dach der Motorwagen waren zwei Stromabnehmer vorhanden, von denen einer zur Arbeit und einer als Reserve verwendet wurde. Die Inbetriebsetzung der Fahrzeuge geschah automatisch mit Hilfe von Beschleunigungs-Relais. Schutz vor Überlastung und Kurzschluss war mit Schmelzsicherungen und Überstromrelais vorhanden.
Der Fahrschalter besaß fünf hauptsächliche Stellungen, 0 und vier Arbeitsstufen. Bei Fahrt musste der Triebfahrzeugführer den Hebel des Fahrschalters ständig gedrückt halten. Ließ er ihn los oder hörte der Druck auf, wurde der Strom unterbrochen und die Bremsung eingeleitet. Ursprünglich war im Vorraum des Motorwagens, auf der Seite ohne Führerstand, noch ein Hilfsfahrschalter mit Führerbremsventil vorhanden.

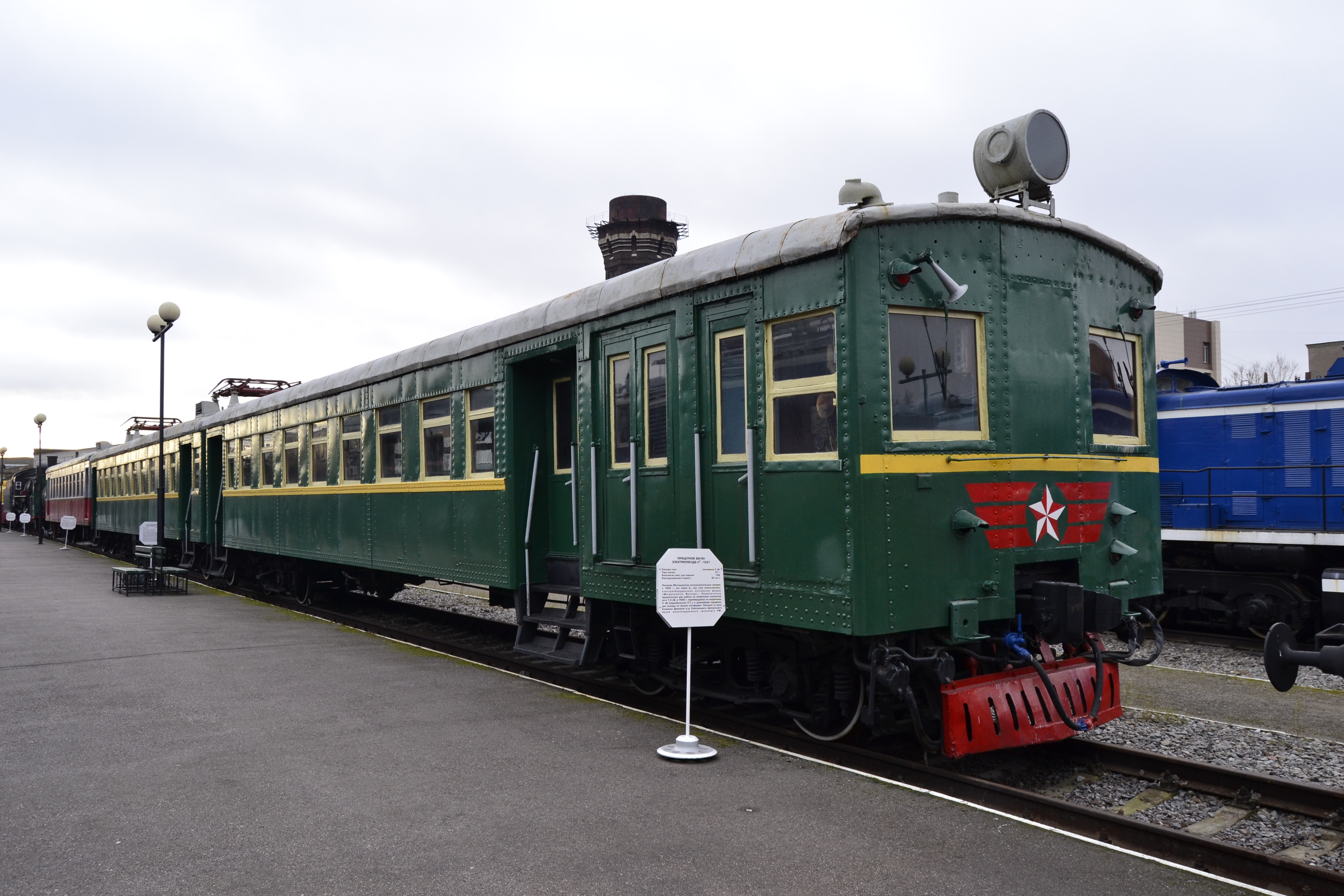
Foto eines erhaltenen Motorwagens der Reihe C^{M}_{3}, umgebaut aus einem Triebwagen der Reihe C_{B}, Seitenansicht

Jeder Wagen, egal ob Motor- oder Beiwagen, besaß an einer seiner Stirnseiten eine Kabine mit einem Führerstand für den Triebfahrzeugführer. Die Wagen waren breiter als reine Personenwagen (die Breite betrug 3480 mm gegenüber 3100 mm). Das hatte den Grund, dass dadurch das Fassungsvermögen vergrößert wurde. In einer Reihe waren sechs Sitze aufgestellt. Für die Beschleunigung des Fahrgastwechsels waren die Türen der Wagen doppelt ausgeführt, hinlänglich breit und ohne Stufen. Das bedeutete, dass die Fahrzeuge nur für den Betrieb auf hohen Bahnsteigen ausgeführt waren.
Insgesamt wurden von 1929 bis 1934 33 Sektionen der Reihe CB ausgeliefert. Anfang 1941 wurde ein Motorwagen dieser Serie (die Nummer 014) mit einem zweiten Führerstand ausgerüstet und wurde als kombinierte Wagen-Lokomotive verwendet. Vorgesehen war sein Einsatz im kombinierten Post-Gepäck-Verkehr bzw. im Vorortverkehr.

### CД
Das gesteigerte Bedürfnis durch die Elektrifizierung der Eisenbahnstrecken verlangte nach der Schaffung von Eisenbahnfahrzeugen einer neuen Serie, die ab 1932 in der Waggonfabrik Mytischtschi und der Moskauer Elektromaschinenfabrik Dynamo hergestellt wurde. Bezeichnet wurde sie als CД (SD), was bedeutete, dass die Fahrzeuge anstatt der Importausrüstung der Firma Metropolitan-Vickers eine Elektroausrüstung der Moskauer Elektromaschinenfabrik Dynamo erhielten. Dafür erhielt die Firma technische Einzelteile der Firma General Electric.
Die erste 3-Wagen Sektion mit dem Motorwagen CД.031 erhielt der Abschnitt Moskau – Obiralowka, diese Sektion eröffnete am 8. März 1933 den Verkehr mit Elektrozügen auf dieser Linie. Die hauptsächlichsten Unterschiede dieser Serie gegenüber der Serie CB war die Elektroausrüstung. Ursprünglich waren die Fahrzeuge mit Fahrmotoren der Reihe ДП-150 (DP-150) ausgerüstet, von 1935 an wurden kräftigere und in der Konstruktion verbesserte Fahrmotoren mit der Bezeichnung ДПИ-150 (DPI-150) verwendet. Der Motorwagen CД entwickelte im Stundenregime bei einer Geschwindigkeit von 46,8 km/h eine Leistung von 665 kW. Die maximale Geschwindigkeit betrug ebenso 85 km/h. Die Masse des Motorwagens betrug 58,9 t, die Beiwagen wogen 37,5 t – 38,5 t in Abhängigkeit vom Vorhandensein eines Gepäckabteiles. Im Zuge der Auslieferung der Fahrzeuge wurden eine Reihe von Änderungen durchgeführt;
- Ausrüstung mit der SA-3-Mittelpufferkupplung
- Übergang auf die Traktions-Fahrmotoren ДПИ-152 (DPI-152). Ihre Charakteristik war mit denen der Reihe ДПИ-150 (DPI-150) identisch.
- ein Gruppen-Kontroller bewirkte ein weicheres Anfahren des Zuges,
- Ausrüstung mit weicheren Sitzen.

Insgesamt wurden von 1932 bis 1941 232 Motorsektionen der Reihe CД ausgeliefert. Im Betrieb zeigten sich bei ihnen kleinere Mängel, doch im Großen und Ganzen war die Serie als erfolgreich anerkannt. Auch bei dieser Serie wurden einige Motorwagen als Waggon-Lokomotiven umgestaltet. Bekannt sind der CД.15 der Linie Baku – Sabuntschi. Er wurde im Ausbesserungswerk Tblissi umgebaut und erhielt danach die Bezeichnung CДM.15 (SDM.15). Nach dem Umbau fuhr er Einheiten mit einer Masse bis 300 t.
1938 wurde eine Versuchs-Sektion für die Arbeit unter 3 kV Gleichstrom ausgeliefert. Die Leistung der vier Fahrmotoren erwies sich bei oftmaligen Anfahren bei Vorortbahnen als nicht ausreichend. Während der Zeit des Großen Vaterländischen Krieges erlitt die Sektion einen Schaden und wurde auf der Basis der Einheit CB wiederhergestellt. In den 1940er Jahren erschienen auf der Eisenbahn im Gebiet Perm drei Versuchszüge für den Betrieb unter 3 kV Gleichstrom. Die Spannung wurde mit Hilfe angehängter Güter- oder Beiwagen umgewandelt. Ende der 1940er Jahre wurden auch diese Versuchsmuster wieder in die Ursprungsversion zurückgebaut und auf die Oktoberbahn weitergegeben.
1950 wurde versuchsweise ein Triebwagen auf die Ausrüstung mit der Widerstandsbremse umgerüstet, doch diese erwies sich zu der Zeit als noch nicht effektiv.

## Zweisystem-Modifikationen
Nach 1945 begann die großflächige Umstellung der elektrifizierten Eisenbahnstrecken von 1,5 kV Gleichstrom auf 3 kV Gleichstrom. Um den allmählichen Übergang auf das neue Stromsystem zu erleichtern, wurden mehrere Triebwagen als Mehrsystems-Triebzüge um- bzw. neugebaut.

### CM
Die erste Sektion für die Arbeit unter zwei Spannungssystemen entstand Ende 1946 in der Moskauer Elektromaschinenfabrik Dynamo auf der Basis des nicht zu Ende gebauten Fahrzeugs der Reihe CД.261. Die Firma rüstete dieses Fahrzeug mit einer neuen Elektroausrüstung und neuen Fahrmotoren mit der Bezeichnung ДК-103А (DК-103А) aus. Bezeichnet wurde die neue Sektion mit CM (SM), das bedeutete Sewernaja schelesnaja doroga, modernisiert.
Bei der Ausarbeitung von Apparaturen des elektrischen Schemas wurden Geräte verwendet, die sich schon bei den Reihen CД und CB bewährt hatten. Das Kraftschema war in etwa so aufgebaut, dass für die Arbeit unter 3 kV Gleichstrom die Fahrmotoren in Reihe geschaltet waren, bei der Arbeit unter 1,5 kV Gleichstrom parallel. Die Fahrmotoren ДК-103А (DК-103А) besaßen einen Grundkörper, der ähnlich dem der ДПИ-152 (DPI-152) war. Das erlaubte einen Ersatz der Fahrmotoren ohne Umgestaltung der Drehgestelle. Die Charakteristik der Fahrmotoren war der der ДПИ-150 (DPI-150) sehr ähnlich, dass ermöglichte eine Betreibung aller drei bisher eingesetzter Motorwagen gleichzeitig.
Wie bei den vorhergehenden Serien, so war auch bei dieser Reihe auf dem Dach zwei Stromabnehmer vorhanden, von denen einer zur Arbeit und einer als Reserve verwendet wurde.
Ebenso wurden einige Fahrzeuge der Reihen CB und CД in die Reihe CM umgebaut. Auch wurden einige Fahrzeuge der CД umgestaltet in die Ausrüstung für zwei Spannungen, jedoch mit den alten Fahrmotoren ДПИ-150 (DPI-150).
1950 wurden fünf Sektionen des CB (SB) mit den Fahrmotoren ДК-105 (DК-105) ausgerüstet. Diese Fahrmotoren waren gegenüber der ДК-103А (DК-103А) etwas verbessert, vorgezogen wurden sie aber von dem Betrieb nicht. Die umgebauten Fahrzeuge erhielten die Bezeichnung CBM (SBM)

### CP
Gleichzeitig mit der Umgestaltung der alten Sektionen der Bezeichnung CB (SW) und CД (SD) richteten die Rīgas Vagonbūves Rūpnīca die Auslieferung des mechanischen Teiles neuer 3-Wagen-Sektionen ein und montierten bei ihnen die Elektroausrüstung der Moskauer Elektromaschinenfabrik Dynamo. Die Wagenkästen besaßen unbedeutende Änderungen gegenüber denen der Waggonfabrik Mytischtschi (Nichtvorhandensein des Übergangsplatzes, Verbesserung der Leuchten). Diese Serie erhielt die Bezeichnung CP (SR), was bedeutete Typ der Sewernaja schelesnaja doroga, Herstellung in Riga.
Die erste Motorwagensektion wurde 1947 hergestellt, nachdem ein Jahr vorher die Probefahrt auf den Eisenbahnen um Jaroslawl stattgefunden hatte. Insgesamt wurden in diesem Jahr sieben Sektionen der Serie CP ausgeliefert. Die Motorwagen besaßen folgende Charakteristik:
- Leistung im Stunden-Regime: 680 kW
- Übersetzungsverhältnis des Getriebes 70:19
- Geschwindigkeit im Stunden-Regime: 45,7 km/h, die Höchstgeschwindigkeit betrug 85 km/h, beschränkt durch den mechanischen Teil (Tatzlager-Antrieb)
- die Masse des Motorwagens betrug 61,5 t, der Beiwagen 38,2 t bzw. 39 t in Abhängigkeit vom Vorhandensein des Gepäckabteiles

Die Sektionen der Reihen CM (SM) und CP (SR) konnten über Vielfachsteuerung mit Sektionen der Serie CД (SD) verkehren, was ihren Einsatz auf Abschnitten des alten Stromsystems mit 1,5 kV Gleichstrom bedeutend erleichterte. Die Elektroausrüstung wurde ab 1949 von dem Rigaer Elektromaschinenwerk hergestellt.
Da die Entscheidung getroffen wurde, nur noch elektrifizierte Abschnitte mit 3 kV Gleichstrom, aber mit hohen sowie mit niedrigen Bahnsteigen zu betreiben, stellten die Rīgas Vagonbūves Rūpnīca einen Teil ihrer Fahrzeuge mit Vorraum und Treppe für den Ausstieg auf niedrigen Bahnsteigen her. Diese Fahrzeuge, besonders für die Gegenden um Tscheljabinsk, Perm, Jekaterinburg, Murmansk, Tblissi u. a. erhielten die Werksbezeichnung CP-N (SR-N). Von 1951 änderte sich das Äußere der Fahrzeuge ein wenig; die Fahrzeuge erhielten Dächer, die mit Stahlblech bedeckt waren, anstatt der bisher üblichen Holzdächer, die mit Zeltplane überzogen waren. Ein Teil der Motorwagen dieser Sektionen wurden mit den Fahrmotoren ДК-103B (DК-103W) mit vergrößerten Durchmesser des Kollektors ausgerüstet.
Insgesamt wurden von 1947 bis 1952 343 Einheiten der Reihe CP ausgeliefert. In erster Linie wurden Züge dieses Types auf Strecken mit der schon bestehenden Elektrifizierung von 3 kV Gleichstrom eingesetzt, aber auch auf Linien, bei denen noch ein Übergang von dem neuen zu dem alten System (1,5 kV Gleichstrom) bevorstand.

## CP3und CM3nach beendeter Umstellung auf 3 kV Gleichstrom
Da genügend CД (SD) zur Verfügung standen, um die Strecken mit 1,5 kV Gleichstrom zu bedienen, wurde ab 1952 die geänderte Sektion der Serie CP3 (SR3) ausgeliefert, diese Einheit war beschränkt auf den Betrieb auf Strecken mit 3 kV Gleichstrom. Das zeigt der Index 3 in der Benennung der Serie. Außerdem wurde an der Konstruktion der Fahrzeuge eine Reihe von Änderungen durchgeführt;
- Entfernung des Gepäckabteiles,
- Entfernung der Ausrüstung für die Umstellung der Fahrmotoren für verschiedene Fahrdrahtspannungen,
- Einführung einer Zwischenstufe für die Anregung der Fahrmotoren (72 %),
- Ersatz der Fahrmotoren vom Typ ДК-103А (DК-103А) durch solche vom Typ ДК-103Г (DК-103G) mit konstruktiver Änderung der Bürstenhalter, der Befestigung des Luftschachtes u. v. m.
- Einsatz eines anderen Fahrschalters und einige andere Überarbeitungen.

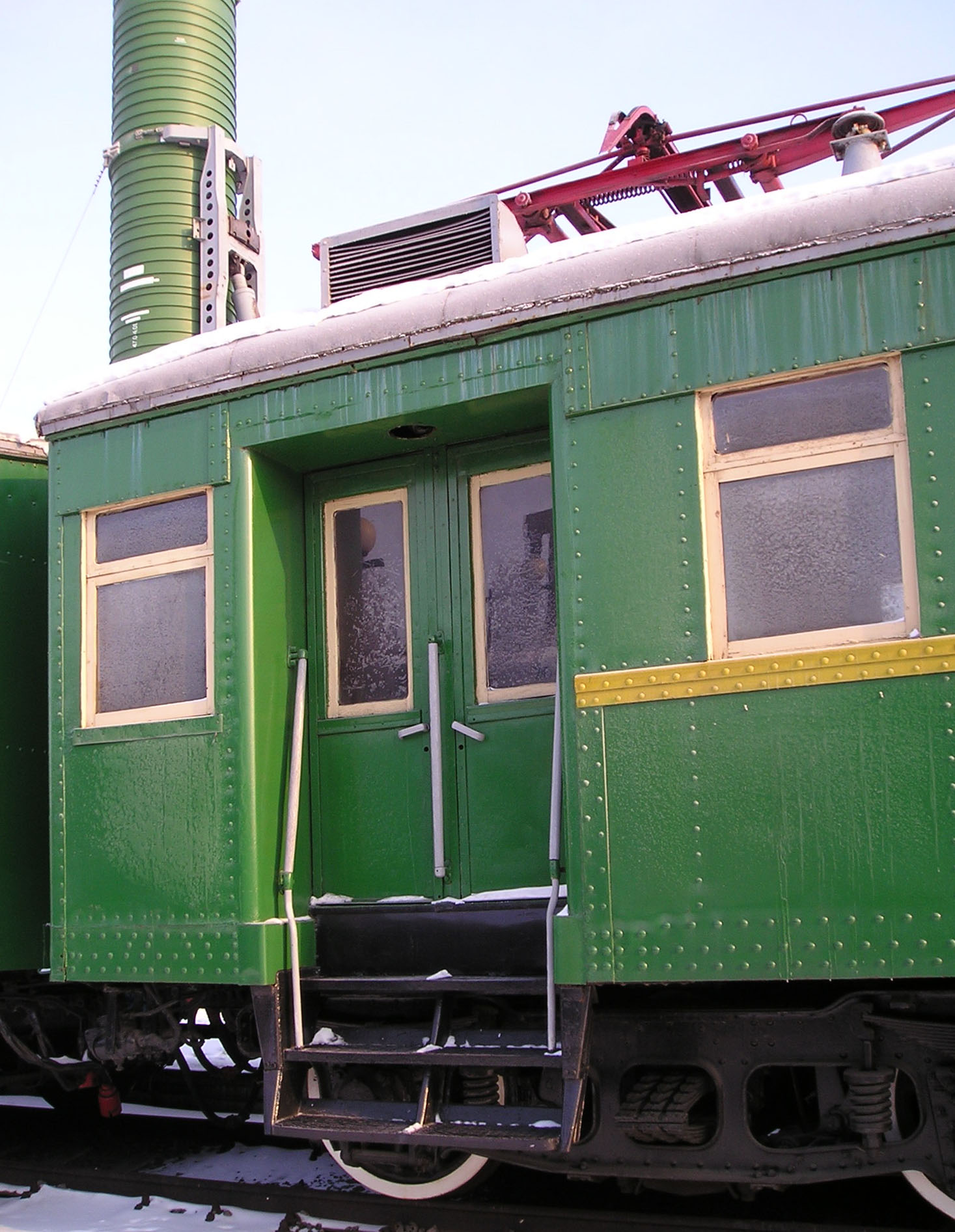
Foto eines erhaltenen Motorwagens der Reihe C^{M}_{3} mit Treppen für niedrige Einstiege

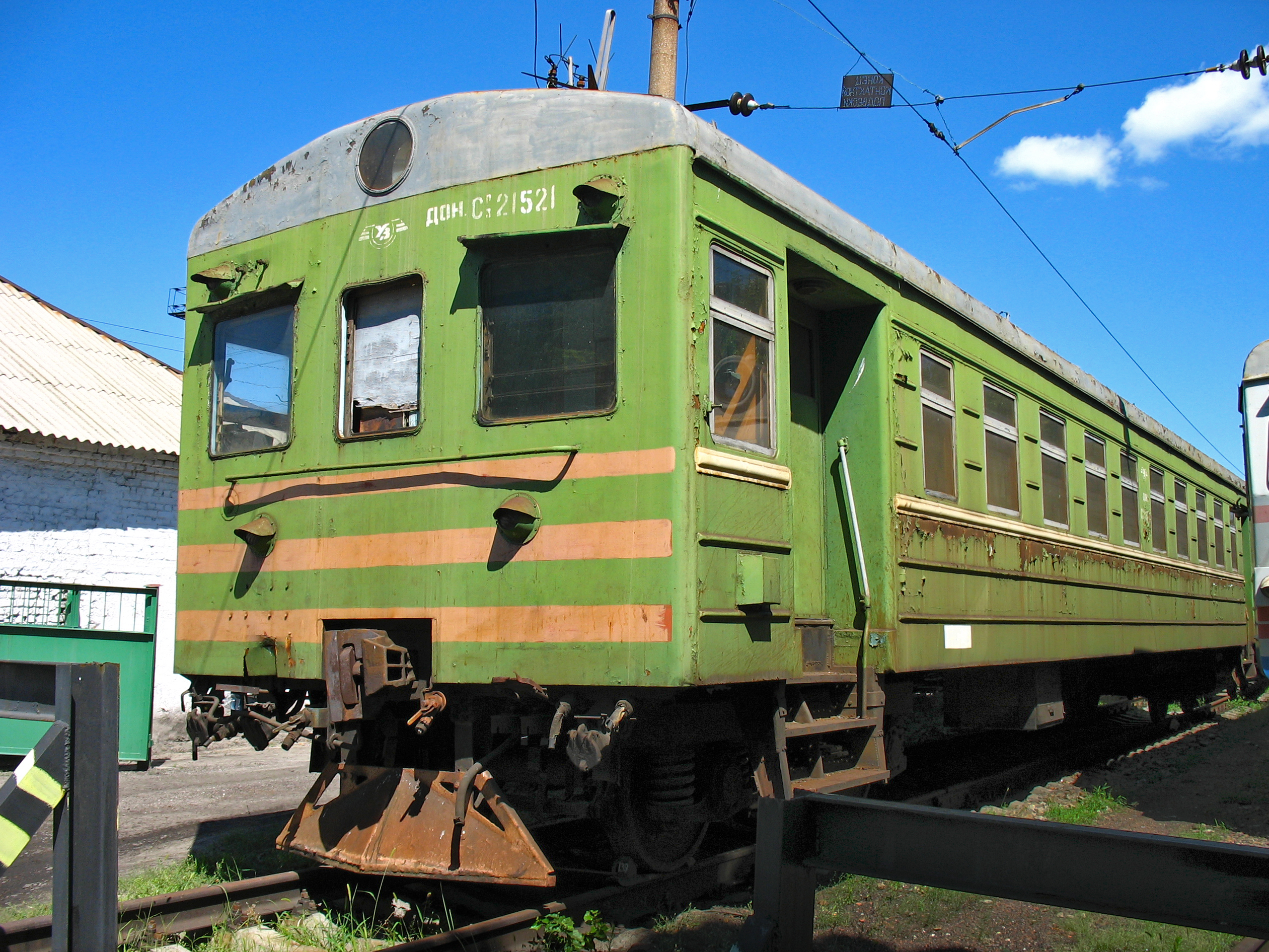
Foto eines erhaltenen Motorwagens der Reihe C im Depot Slowjansk mit Außenhaut aus geriffelten Blechen und neuem Standort des Scheinwerfers

Die Überprüfung zeigte, dass bei den Motorwagen der Reihe CP3 (SR3) eine leichtere Bedienung und ein besserer Schutz der Fahrmotoren, besonders bei Überlast, bestand.
Des Weiteren erfolgten folgende Konstruktionsänderungen;
- der Scheinwerfer wurde von seinem Platz auf dem Dach in den oberen Teil der Stirnwand des Kastens versetzt,
- die äußere Verkleidung der Fahrzeuge wurde aus geriffelten Blechen hergestellt.

Der Motorwagen der Reihe CP3 wog 62 t und die Beiwagen 38,5 t. Die Gesamtzahl von Sitzplätzen in der Sektion betrug 321, davon 105 im Motorwagen. Die Maximalgeschwindigkeit der Sektion betrug 85 km/h und konnte auf einer Strecke mit einer Länge von 5 km erreicht werden.
Von den Fahrzeugen gab es Sektionen für die Verwendung auf niedrigen Bahnsteigen und hohen Bahnsteigen. Für die niedrigen Bahnsteige erhielten die Fahrzeuge die Bezeichnung CP3-N, für die hohen Bahnsteige bekamen die Fahrzeuge die Bezeichnung CP3-B. In der Regel waren Bahnsteige mit hohen Plattformen auf Strecken mit hohem Passagierfluss vorhanden. Es wurden in der Zeit von 1952 bis 1958 insgesamt 351 Motorwagensektionen der Reihe CP3 gebaut.
Parallel wurden mit der Auslieferung der neuen Elektrosektionen ältere Fahrzeuge mit der Bezeichnung CB (SW) und CД (SD) umgearbeitet, um sie auf Spannungsabschnitten mit 3 kV Gleichstrom bedienen zu können. Diese Sektionen erhielten die Bezeichnung CM3 (SM3). Die Mehrheit der Motorwagen-Sektionen der Serien CM (SM), CP (SR), CP3 (SR3) und CM3 (CM3), die auf der Oktoberbahn und der Moskowskaja schelesnaja doroga arbeiteten, wurden zum Anfang der 1960er Jahre mit einflügeligen ausziehbaren Türen ausgerüstet.
In den 1960er Jahren wurden zwei Elektrosektion CP3 (SR3) als Fahrdraht-Akku-Zug für die Bedienung auf nichtelektrifizierten Strecken umgestaltet. Dabei wurde die Akku-Batterie in einem Beiwagen untergebracht. Geladen werden konnte die Akku-Batterie während der Fahrt unter dem elektrischen Fahrdraht. Betrieben wurden diese beiden Triebzüge auf Strecken im Baltikum.

## Schicksal der Elektrozüge CP3
Die massenhafte Ausmusterung der Elektrozüge der Reihe CP3 (SR3) begann zum Ende der 1980er Jahre. Im zentralen Russland, wo die Elektrozüge CP3 (SR3) in der Vorortverkehr-Zone von Jaroslawl arbeiteten, wurde der letzte von ihnen Ende 1997 ausgemustert. 2012 wurden zwei Sektionen, die CP3.1524 und CP3.1758 an Privatbahnen verkauft. Bei den Eisenbahnen in Georgien wurde ein einwaggoniger Elektrowagen, umgebaut aus einem Motorwagen einer Elektrosektion, betrieben. Die Elektrosektion CP3.1668 ist als Museumsexponat auf dem Gleisring des Allrussischen Forschungsinstituts für Schienenverkehr in Schtscherbinka erhalten geblieben. Eine Elektrosektion steht als Exponat auf dem Rigaer Bahnhof in Moskau und eine auf dem Warschauer Bahnhof in Sankt Petersburg. 2014 wurde der CP3.1524 nach Beendigung seines Einsatzes an das Museum übergeben.